# Línia 2 del metro de París
La línia 2 del metro de París és una de les setze línies del metro de París. Segueix una ruta semicircular al nord de la ciutat, en gran part als antics boulevards extérieurs. És la segona línia que es va inaugurar a la capital, la primera secció es va posar en servei al desembre del 1900 i es va acabar totalment el 1903, fent una ruta semicircular entre Porte Dauphine i Nation.
Té una longitud de 12,4 quilòmetres, és la setena per ús amb uns 62 milions de viatgers l'any 2004. En un tram de dos quilòmetres, la línia circula a través d'un viaducte amb quatre estacions aèries.
L'any 1903 va ser escena d'una de les majors tragèdies del metro de París: l'incendi del metro Couronnes.

## Història

### Cronologia
- 13 de desembre de 1900: obertura del tram Porte Dauphine - Étoile.
- 7 d'octubre de 1902: perllongament fins a Anvers.
- 31 de gener de 1903: obertura de l'estació Rue de Bagnolet (des de 1970 Alexandre Dumas).
- 2 d'abril de 1903: obertura completa de la línia.
- 10 d'agost de 1903: un curt circuit provoca un incendi a l'estació Couronnes, provocant la mort de 84 persones.
- 14 d'octubre de 1907: renomenada Línia 2 Nord (en francès, Ligne 2 Nord).
- 16 de maig de 2005: inauguració del sistema d'informació en línia (SIEL).
- 17 de gener de 2007: va entrar en fase de test comercial la pre-sèrie MF01.
- 11 de juny de 2008: entra en servei la primera sèrie MF01.